# デスティニーズ・チャイルド
デスティニーズ・チャイルド（英: Destiny's Child）は、アメリカ合衆国のR&B音楽グループ。1997年にデビュー以来3000万枚以上アルバムを売り上げている。日本ではデスチャの愛称で親しまれている。

## 来歴

ビヨンセ

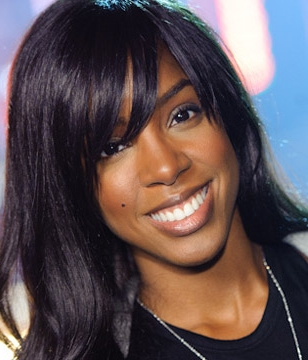
ケリー・ローランド

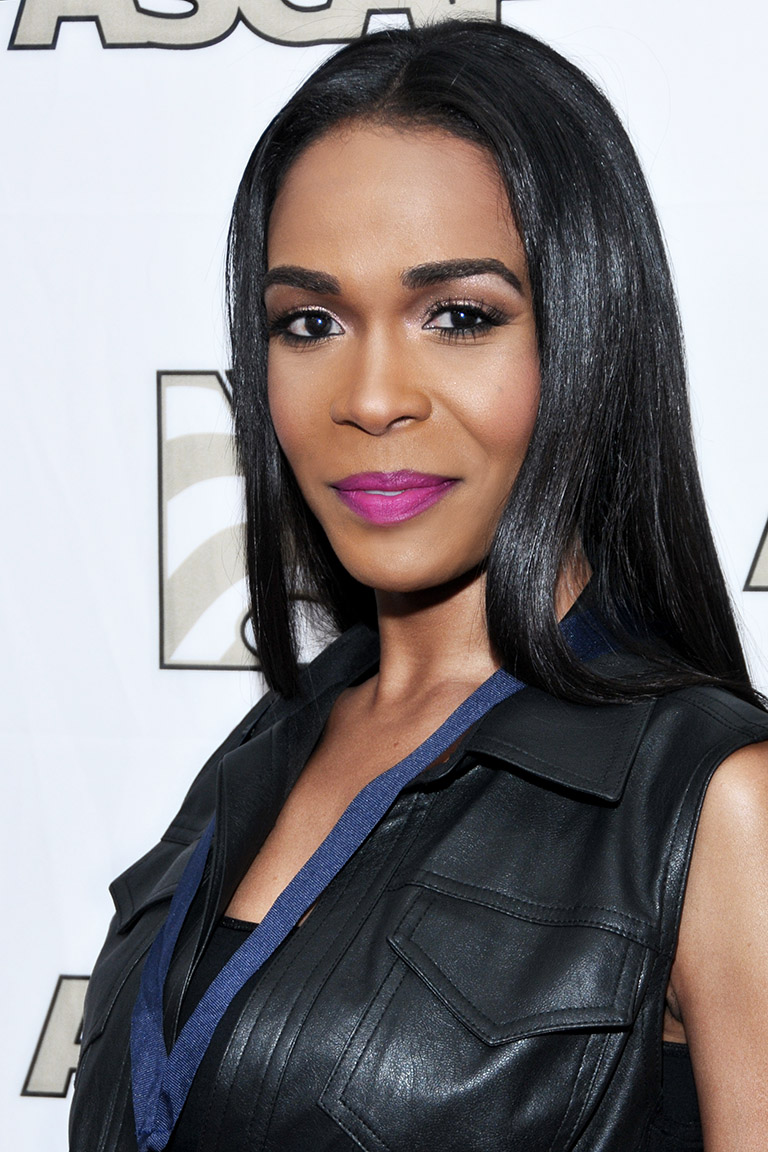
ミシェル・ウィリアムズ

オリジナルメンバーは4人組。テキサス州ヒューストン出身のビヨンセ（Beyoncé Knowles、本名:Beyonce Giselle Knowles 1981年9月4日 - ）とラターヴィア（LaTavia、本名:LaTavia Marie Roberson 1981年11月1日 - ）が1990年にグループを結成し、1992年にジョージア州アトランタ出身のケリー・ローランド（Kelly Rowland、本名:Kelendria Trene Rowland 1981年2月11日 - ）、1993年にラトーヤ（LeToya、本名:LeToya Nicole Luckett 1981年3月11日 - ）が加入し、カルテットを結成。ビヨンセとケリーは、デビュー後しばらくは従姉妹とされていたが、最近はビヨンセの父であるマシュー・ノールズの友人の娘とされている（2人の関係は諸事情があるようで、マシューがケリーの後見人になっていることから、2人は異母姉妹との説もある）。
4人は各々の地元と、ビヨンセの母であるティナの美容院で活動した。グループは1992年、地方公演後にCBSのテレビ番組「スター・サーチ」(Star Search)にエントリーしたが、 結成当時「Girl's Tyme」と命名されたこのグループの評価は星3つで、番組で優勝はしたものの、不本意な成績だった。マシューは彼女らの夢を叶えるため、数十万ドルの給料だったゼロックスを退職し、マネージャーに専念することを決意。グループ名を聖書からの引用で「デスティニーズ・チャイルド（Destiny's Child:運命の子）」と変える。
クリスティーナ・アギレラやTLCのツアーの前座を経験し、初楽曲を提供したのは、1997年映画『メン・イン・ブラック』のサウンドトラックに収録された「キリング・タイム」(Killing Time)。それが評判を呼び待望のデビューとなり、1998年にデビュー・シングル「ノー、ノー、ノー パート2」(No, No, No Pt. 2)が全米チャートで3位、R&Bチャートで1位の大ヒット。同年に発売のデビュー・アルバム『デスティニーズ・チャイルド』(Destiny's Child)は、フージーズのワイクリフ・ジョン、ジャーメイン・デュプリ、ドゥエイン・ウィギンズ(D'wayne Wiggins)、コニー・ルーニー&マーク・モラレス(Cory Rooney&Mark Anthony Morales)などのプロデュースを受け、ゴールド・アルバムに選ばれる。
メンバーも作詞やアレンジに参加し、旧約聖書のモーゼの戒律をコンセプトとする2ndアルバム『ライティングズ・オン・ザ・ウォール』(The Writings On The Wall)は、シェイクスピア(Kevin "She'kspere" Briggs)、キャンディ(Kandi Burruss)、ロドニー・ジャーキンズ(Rodney Jerkins)などがプロデュースし、1999年7月に発表。アルバムからのファースト・シングル「ビルズ・ビルズ・ビルズ」(Bills, Bills, Bills)は、全米ビルボードシングル・チャートで1位、R&Bチャートでは9週1位を獲得。セカンド・シングル「バガブー」(Bug-a-Boo)はR&Bチャート1位を記録。2ndアルバム『ライティングズ・オン・ザ・ウォール』は、全米で700万枚、世界で1000万枚を売り上げた。一方、ラターヴィアとラトーヤはマネージャーのマシューに対し、利益の多くを自分の取り分にすることや待遇面でビヨンセとローランドを優遇することから、以前より不満を募らせていた。メンバー内の確執は噂されていたが、同年、2人は突如グループから脱退させられる（2人やファンも知らない間に「セイ・マイ・ネーム」(Say My Name)のPVに新メンバーが登場していた)。そのため、2人はグループらを相手に訴訟を起こし、2000年には約200万ドルの賠償金を受け取ることで結審。ラトーヤは2005年ソロデビュー。
2000年2月、イリノイ州ロックフォード出身のミシェル・ウィリアムズ（Michelle Williams、本名:Tenetria Michelle Williams 1980年7月23日 - ）とファラ（Farrah、本名:Farrah Franklin 1981年3月3日 - ）の2人が正式に新メンバーとして加入するが、ファラは頻繁に遅刻や欠勤を繰り返し、その怠惰な私生活を理由に解雇される。7月以後の活動は3人編成となり、映画『チャーリーズ・エンジェル』の主題歌「インディペンデント・ウーマン」(Independent Women)が全米ビルボード・チャートで11週連続1位の大ヒットとなる。
2001年、「サヴァイヴァー」(Survivor)を発表。400万枚以上のセールスを記録。この曲が収録された同名3rdアルバム『サヴァイヴァー』(Survivor)はビヨンセ初の本格プロデュースで（起用プロデューサーも選択）、デスチャのアルバムで初の全米1位を獲得し、世界14か国でも1位となった。9月7日と10日ニューヨークで行われたマイケル・ジャクソン(Michael Jackson)のソロ30周年記念ライブにて、「ブーティリシャス」(Bootylicious)をマイケルの前で歌う。その時はマイケルのように帽子を被り、マイケルのダンスをして会場にいたファンに喜ばれた。同年末にクリスマス・アルバム『8デイズ・オブ・クリスマス』(8 Days Of Christmas)をリリース後、活動休止。
それぞれのソロ活動という3年の休眠期間を経て、2004年先行シングル「ルーズ・マイ・ブレス」(Lose My Breath)をリリース後、4thアルバム『デスティニー・フルフィルド』（Destiny Fulfilled）を発表。初期はリードボーカルというスタイルを取り、ジャケット写真では常に中心だったビヨンセだが、本作では他の2人のヴォーカルの魅力を生かし、3人のバランスが取れたR&B色の濃い作品になっている。また、3人の人気は、2005年にバービー人形になったことにも象徴されている。
2005年4月から、日本公演（5会場6公演）の広島公演を皮切りに、マクドナルドをメイン・スポンサーとしてワールドツアー「デスティニー・フルフィルド…アンド・アイ・ラヴィン・イット」(Destiny Fulfilled... and Lovin' It)を展開。同ツアー中の6月11日、スペインのバルセロナで行なわれたライヴ中に突然解散を表明。人気絶頂の中、9月10日カナダ バンクーバー公演を最後に解散。同年11月15日カリフォルニア州ハリウッドで収録された、アメリカABCのテレビ番組「ジミー・キンメル・ライブ」でのパフォーマンスが最後の出演になった。今後、ビヨンセとケリーは主に歌手と女優として、ミッシェルは主に舞台でそれぞれソロ活動を続けていく。
解散後間もない2006年2月19日に、ヒューストンで開催されたNBAオールスターゲームで1日限定の再結成。試合前の国歌斉唱のパフォーマンスを披露した。
2009年、再結成ツアーを計画し、さらにスタジオで新曲をレコーディングする可能性もあったとされる。「私たちはまた一緒に仕事ができるのをすごく楽しみにしている。全員揃ってスタジオに入れる時間をスケジュールを確認して調整しなくちゃいけない」とケリーは語るが、のちにビヨンセサイドがこの話を否定している。
その後、2013年2月3日、第47回スーパーボウルのハーフタイムショーにおいてビヨンセの出演が決まっていたが、ショーの中盤にサプライズとしてケリーとミッシェルが登場し、デスティニーズ・チャイルド時代の曲を披露。再び1日限定の再結成となった。
2019年8月には、2020年に再結成しツアーや新曲を出す方向で計画が進んでいることがアナウンスされた。

## ディスコグラフィ

### アルバム
スタジオ・アルバム
- デスティニーズ・チャイルド - Destiny's Child （1998年2月）全米67位 全英45位
- ライティングズ・オン・ザ・ウォール - The Writings On The Wall （1999年7月）全米5位 全英10位 オリコン33位
- サヴァイヴァー - Survivor （2001年5月）全米1位 全英1位 オリコン12位
- デスティニー・フルフィルド - Destiny Fulfilled （2004年11月）全米2位 全英5位 オリコン4位

企画アルバム、ベストアルバム
- 8デイズ・オブ・クリスマス - 8 Days Of Christmas （2001年10月）
- ディス・イズ・ザ・リミックス - This is the remix （2002年3月）
- ナンバーワンズ - #1's （2005年10月）全米1位 全英6位 オリコン1位
- マシュー・ノウルズ・アンド・ミュージック・ワールド プレゼント vol.1：ラヴ・デスティニー - Mathew Knowles & Music World Present Vol.1: Love Destiny （2008年6月）
- プレイリスト：ザ・ベリーベスト・オブ・デスティニーチャイルド - Playlist: The Very Best of Destiny's Child （2012年9月）
- ラヴ・ソングス - Love Songs （2013年1月）

### DVD
- プラチナムズ・オン・ウォール - Platinum's On The Wall （2001年2月）
- ワールド・ツアー - Destiny's Child World Tour（2003年6月）
- ライヴ・イン・アトランタ - Destiny's Child: Live in Atlanta （2005年7月）
- ヴィデオ・アンソロジー - Destiny's Child Video Anthology （2013年5月）

## 慈善活動
- 過去3年間、5000万ドル以上をドナルド・マクドナルド・ハウス財団などに寄付。
- 2005年、デスティニーズ・チャイルドは「Destiny Fulfilled... and Lovin' It」ワールド・ツアー中にドナルド・マクドナルド・ハウスに訪問。また北米のチケットの売り上げの一部をドナルド・マクドナルド・ハウス財団に寄贈。
- ビヨンセ、ケリー・ローランド、マシュー、ティナ、ソランジュ（ビヨンセの妹でソロ歌手）は、テキサス州ヒューストンで仮設住宅をカトリーナ被害者と避難者に提供する目的とした、サバイバー財団の設立を発表。サバイバー財団はKnowles-Rowland Center For Youth （ヒューストンの多目的の共同体奉仕活動施設）の設立などに事業を拡張している。